# Dexter Jackson
Dexter “The Blade” Jackson (Flórida, 25 de novembro de 1969) é um atleta fisiculturista profissional norte-americano da International Federation of Bodybuilding & Fitness (IFBB).
Jackson competiu profissionalmente pela primeira vez no ano de 1999, nos campeonatos Arnold Classic, Night of Champions e Mr. Olympia. Em 27 de setembro de 2008, Dexter se tornou o 12º fisiculturista a vencer o Mr. Olympia, em disputa pelo primeiro lugar com Jay Cutler, detentor de dois títulos até então. Dexter Jackson foi o 2º homem a vencer o Mr. Olympia e o Arnold Classic no mesmo ano.
No ano de 2009, Dexter lançou um DVD documentário intitulado Dexter Jackson: Unbreakable, em parceria com a Ardenti Films. Em 2014, Dexter Jackson lançou sua própria linha de suplementos alimentares, intitulada Blade Nutrition.